# Ly Anh Tong
Lý Anh Tông var en vietnamesisk kejsare mellan 1138 och 1175. Han var endast två år när han tillträdde tronen.